# Cryphia squamosa
Cryphia squamosa är en fjärilsart som beskrevs av Leo Schwingenschuss 1935. Cryphia squamosa ingår i släktet Cryphia och familjen nattflyn. Inga underarter finns listade i Catalogue of Life.